# Jour de la mer (Bolivie)
Pour les articles homonymes, voir Jour de la mer.

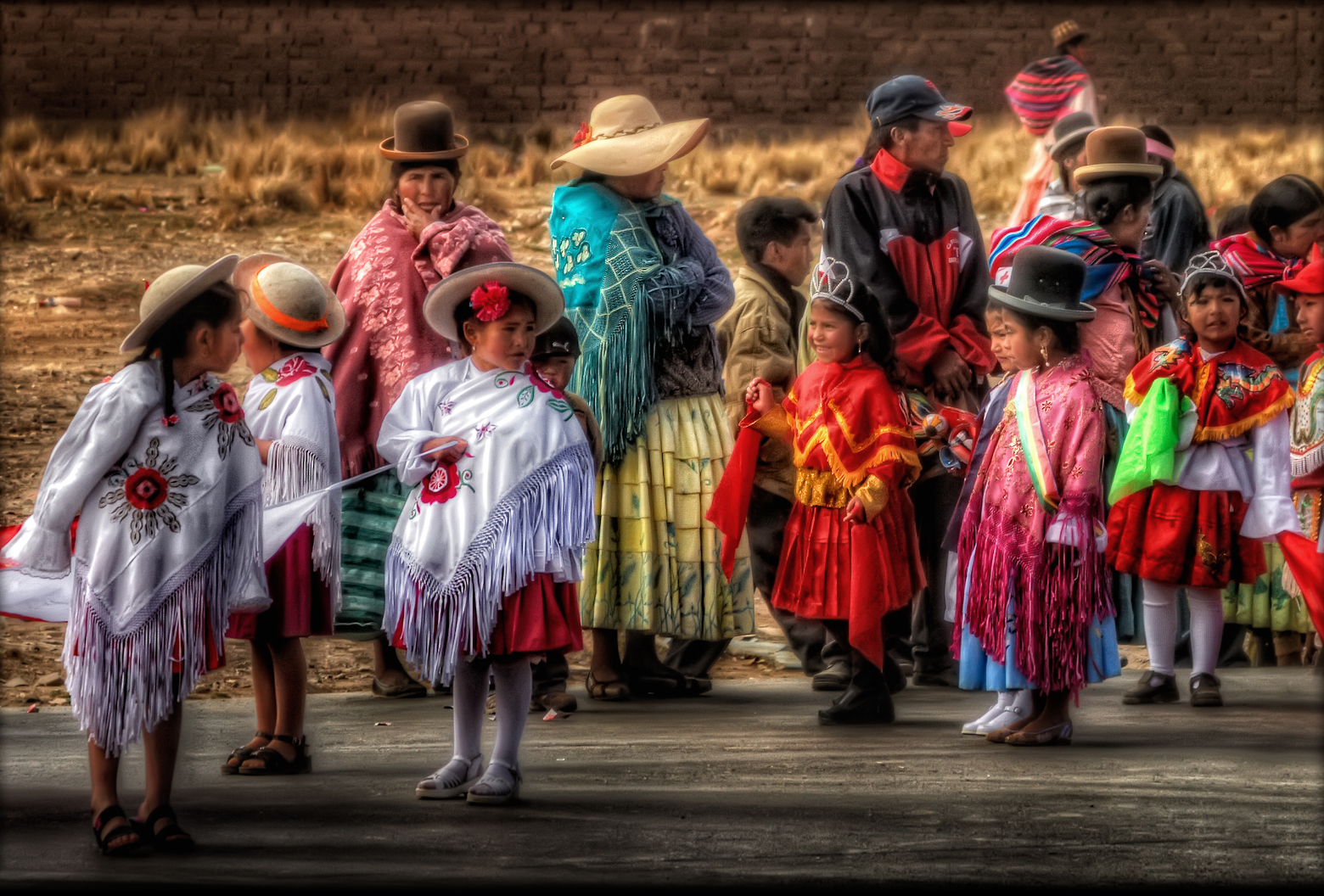
Le défilé à El Alto célèbre le "jour de la mer" (Dia del Mar), au cours duquel les Boliviens se souviennent de la perte de leur littoral au profit du Chili, il y a plus de 100 ans. La Bolivie et le Paraguay sont les seuls pays enclavés d'Amérique du Sud.

Le jour de la Mer (en espagnol, día del Mar) est une fête bolivienne célébrée le 23 mars, pour commémorer la perte de la région d'Antofagasta en faveur du Chili pendant la guerre du Pacifique à la fin du XIXe siècle. La région d'Antofagasta était le seul accès à la mer de la Bolivie, d'où le nom de l'évènement. La cérémonie principale a lieu tous les 23 mars sur la place Abaroa, à La Paz, en présence du président de la République bolivienne ; d'autres cérémonies ont également lieu ailleurs dans le pays.

## Déroulement de la cérémonie à La Paz
Tous les 23 mars, l'après-midi, a lieu un défilé militaire sur les avenues 16 de julio et Mariscal Santa Cruz jusqu'à la Plaza de los Héroes où est sortie de l'église San Francisco l'urne contenant les restes d'Eduardo Abaroa, héros de la guerre du Pacifique. L'urne est alors emmenée jusqu'à la place Eduardo Abaroa.
Le lendemain, le matin, le président assiste à la commémoration et fait un discours. Puis les militaires se retirent et commence alors le défilé civil auquel participent les Paceños (habitants de La Paz), des militaires et des écoles.

## Compléments